# Lummen

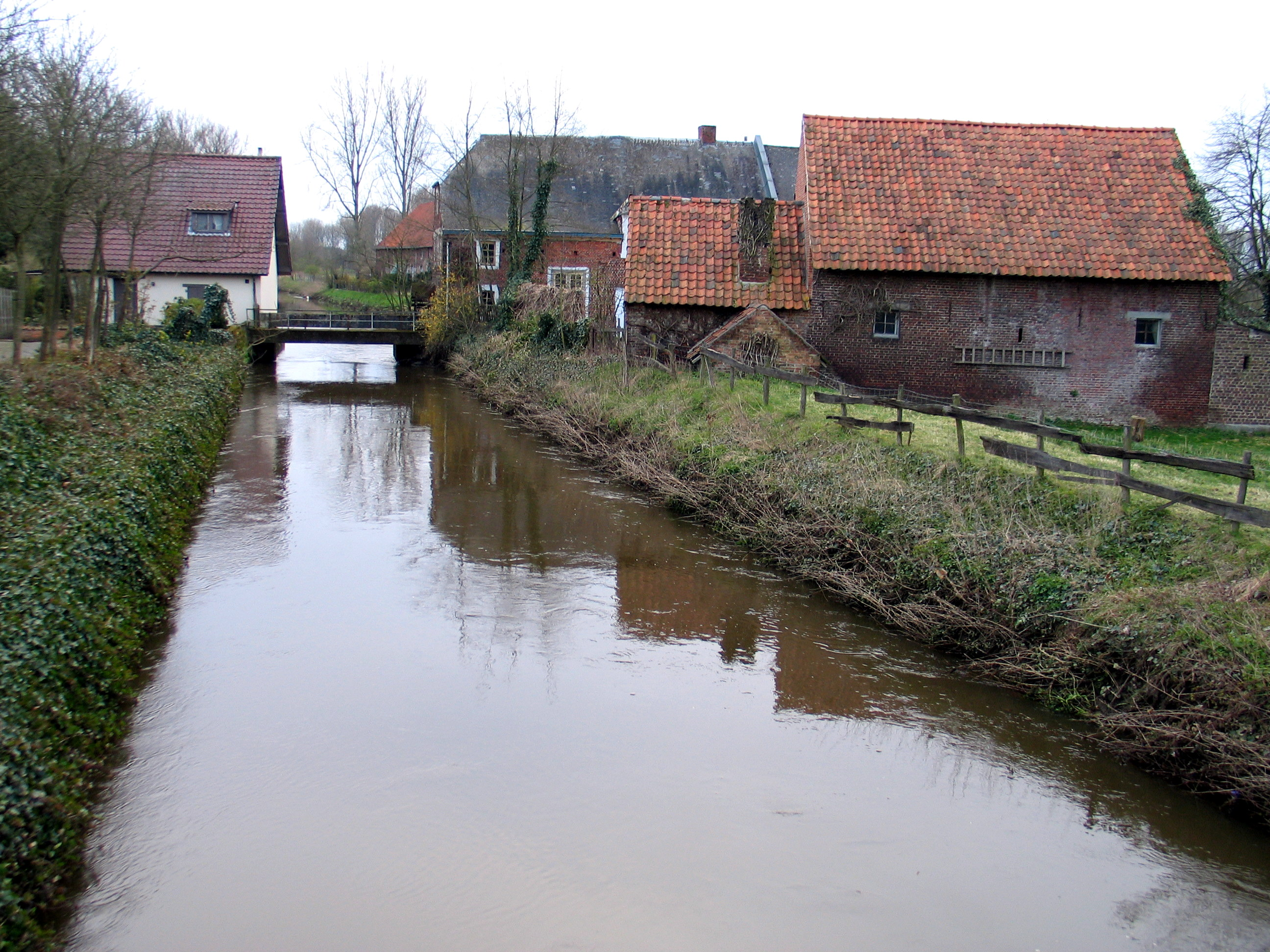
De Demer in Lummen met de lijnzaadmolen en helemaal achteraan rechts Het Pakhuis

Lummen is een gemeente in de Belgische provincie Limburg. De gemeente telt ruim 15.000 inwoners en behoort tot het gerechtelijk kanton Hasselt 2 en kieskanton Herk-de-Stad.

## Etymologie
De eerste vermelding van Lummen stamt uit 1200, als Lumm. Dit is afkomstig van het Germaanse woord lom, dat vochtig betekent.

## Geschiedenis
Oorspronkelijk was dit een landgoed ("villa") van de Prins-bisschop van Luik. De kern hiervan (Lummen-Koersel) vormde tot 1180 één parochie. Van de 10e tot de 12e eeuw breidde het Graafschap Loon zich uit in noordelijke richting en nam ook de villa in beslag en de Graven stichtten er een allodium, doch in 1203 werd dit gebied weer aan de Prins-bisschop overgedragen en in leen genomen. Het werd in achterleen gegeven aan Lodewijk van Walcourt. In 1350 kwam Lummen in bezit van het Huis van der Mark-Arenberg. Deze familie bleef in bezit van de heerlijkheid tot aan de Franse tijd (1794). Ook de Hertogen van Brabant beweerden echter recht te hebben op een deel van Lummen, terwijl de (Loonse) vrijheren van Lummen soms poogden een vrijstaat te stichten in het gebied, waarbij de Hertogen van Brabant meerdere malen hun rechten aan deze Loonse heren trachtten te verkopen. Overigens bezaten de Heren van Lummen ook het patronaatsrecht van de parochies in hun gebied, dat ook Linkhout en Koersel, en vanaf 1260 ook Schulen omvatte.
Op 17 augustus 1943 haalde een Duits jachtvliegtuig een Amerikaanse B-17-bommenwerper van de 94ste Bomb Group neer boven Lummen. De brokstukken van het vliegtuig kwamen terecht in de omgeving van de huidige Kanadastraat. Zes bemanningsleden sneuvelden, twee werden als krijgsgevangenen overgebracht naar Duitsland en twee konden ontkomen. Op de parking van het Oosterhof, in de buurt van de crash, werd op 17 augustus 2013 een gedenkteken onthuld. Op 21 februari 1945 stortte in de Goeren in Linkhout een Avro Lancaster-bommenwerper van de Royal Australian Air Force neer nadat hij beschoten werd door een Duitse nachtjager. Slechts de piloot Alex Jenkins overleefde de crash, de overige zes bemanningsleden kwamen om. Op de plaats van de crash staat nu een gedenkteken.

## Geografie
Lummen ligt op het kruispunt van diverse streken: geografisch heeft Lummen kenmerken van het Hageland, Haspengouw en voornamelijk de Kempen. Doorheen de gemeente Lummen stromen de rivier de Demer, de Mangelbeek en de Zwarte Beek.

### Deelgemeenten
| # | Naam     | Opp. (km²) | Inwoners (2020) | Inwoners per km² | NIS-code |
| - | -------- | ---------- | --------------- | ---------------- | -------- |
| 1 | Lummen   | 38,18      | 10.353          | 271              | 71037A   |
| 2 | Linkhout | 5,75       | 2.060           | 358              | 71037B   |
| 3 | Meldert  | 9,77       | 2.556           | 262              | 71037C   |

### Overige kernen
Er zijn nog tal van gehuchten: Geneiken, Genenbos, Gestel, Goeslaar, Groenlaren, Laren, Mellaar, Molem, Oostereinde, Rekhoven, Schalbroek en Tiewinkel.

### Nabijgelegen kernen
Beringen, Schulen, Viversel

### Aangrenzende gemeenten
| Aangrenzende gemeenten | Aangrenzende gemeenten | Aangrenzende gemeenten | Aangrenzende gemeenten | Aangrenzende gemeenten |
| ---------------------- | ---------------------- | ---------------------- | ---------------------- | ---------------------- |
| Diest (Vl-Br)          |                        | Beringen               |                        |                        |
|                        |                        |                        |                        |                        |
| Halen                  | Heusden-Zolder         |                        |                        |                        |
|                        |                        |                        |                        |                        |
|                        |                        | Herk-de-Stad           |                        | Hasselt                |

## Demografie

### Demografische ontwikkeling voor de fusie
- Bronnen:NIS 1831 t/m 1970=volkstellingen; 1976 = inwonertal per 31 december

### Demografische ontwikkeling van de fusiegemeente
Alle historische gegevens hebben betrekking op de huidige gemeente, inclusief deelgemeenten, zoals ontstaan na de fusie van 1 januari 1977.
- Bronnen:NIS, Opm:1831 tot en met 1981=volkstellingen; 1990 en later= inwonertal op 1 januari

| Inwoners van jaar tot jaar op 1 januari 1992 tot heden | Inwoners van jaar tot jaar op 1 januari 1992 tot heden | Inwoners van jaar tot jaar op 1 januari 1992 tot heden |
| jaar                                                   | Aantal                                                 | Evolutie: 1992=index 100                               |
| ------------------------------------------------------ | ------------------------------------------------------ | ------------------------------------------------------ |
| 1992                                                   | 12.736                                                 | 100,0                                                  |
| 1993                                                   | 12.897                                                 | 101,3                                                  |
| 1994                                                   | 12.998                                                 | 102,1                                                  |
| 1995                                                   | 13.202                                                 | 103,7                                                  |
| 1996                                                   | 13.268                                                 | 104,2                                                  |
| 1997                                                   | 13.298                                                 | 104,4                                                  |
| 1998                                                   | 13.377                                                 | 105,0                                                  |
| 1999                                                   | 13.500                                                 | 106,0                                                  |
| 2000                                                   | 13.501                                                 | 106,0                                                  |
| 2001                                                   | 13.541                                                 | 106,3                                                  |
| 2002                                                   | 13.569                                                 | 106,5                                                  |
| 2003                                                   | 13.611                                                 | 106,9                                                  |
| 2004                                                   | 13.651                                                 | 107,2                                                  |
| 2005                                                   | 13.667                                                 | 107,3                                                  |
| 2006                                                   | 13.691                                                 | 107,5                                                  |
| 2007                                                   | 13.803                                                 | 108,4                                                  |
| 2008                                                   | 14.005                                                 | 110,0                                                  |
| 2009                                                   | 14.174                                                 | 111,3                                                  |
| 2010                                                   | 14.293                                                 | 112,2                                                  |
| 2011                                                   | 14.322                                                 | 112,5                                                  |
| 2012                                                   | 14.358                                                 | 112,7                                                  |
| 2013                                                   | 14.423                                                 | 113,2                                                  |
| 2014                                                   | 14.529                                                 | 114,1                                                  |
| 2015                                                   | 14.571                                                 | 114,4                                                  |
| 2016                                                   | 14.603                                                 | 114,7                                                  |
| 2017                                                   | 14.662                                                 | 115,1                                                  |
| 2018                                                   | 14.762                                                 | 115,9                                                  |
| 2019                                                   | 14.890                                                 | 116,9                                                  |
| 2020                                                   | 14.978                                                 | 117,6                                                  |
| 2021                                                   | 15.086                                                 | 118,5                                                  |
| 2022                                                   | 15.172                                                 | 119,1                                                  |
| 2023                                                   | 15.366                                                 | 120,7                                                  |
| 2024                                                   | 15.320                                                 | 120,3                                                  |
| 2025                                                   | 15.347                                                 | 120,5                                                  |

## Politiek

### Structuur
De gemeente Lummen ligt in het kieskanton Herk-de-Stad en het provinciedistrict Sint-Truiden, het kiesarrondissement Hasselt-Tongeren-Maaseik (identiek aan de kieskring Limburg).
| Lummen           | Lummen           | Supranationaal         | Nationaal                         | Nationaal          | Gemeenschap       | Gewest            | Provincie         | Arrondissement           | Provinciedistrict | Kanton          | Gemeente        |
| ---------------- | ---------------- | ---------------------- | --------------------------------- | ------------------ | ----------------- | ----------------- | ----------------- | ------------------------ | ----------------- | --------------- | --------------- |
| Administratief   | Niveau           | Europese Unie          | België                            | België             | Vlaanderen        | Vlaanderen        | Limburg           | Hasselt                  | Hasselt           | Hasselt         | Lummen          |
| Administratief   | Bestuur          | Europese Commissie     | Belgische regering                | Belgische regering | Vlaamse regering  | Vlaamse regering  | Deputatie         | Deputatie                | Deputatie         | Deputatie       | Gemeentebestuur |
| Administratief   | Raad             | Europees Parlement     | Kamer van volksvertegenwoordigers | Vlaams Parlement   | Vlaams Parlement  | Vlaams Parlement  | Provincieraad     | Provincieraad            | Provincieraad     | Provincieraad   | Gemeenteraad    |
| Kiesomschrijving | Kiesomschrijving | Nederlands Kiescollege | Kieskring Limburg                 | Kieskring Limburg  | Kieskring Limburg | Kieskring Limburg | Kieskring Limburg | Hasselt-Tongeren-Maaseik | Sint-Truiden      | Herk-de-Stad    | Lummen          |
| Verkiezing       | Verkiezing       | Europese               | Federale                          | Federale           | Vlaamse           | Vlaamse           | Provincieraads-   | Provincieraads-          | Provincieraads-   | Provincieraads- | Gemeenteraads-  |

### Geschiedenis

#### (Voormalige) burgemeesters
| Tijdspanne | Tijdspanne   | Burgemeester               |
| ---------- | ------------ | -------------------------- |
|            | 1903 - 1945  | Henry Briers de Lumey      |
|            | 1977-1982    | Willy Putzeys (Volksunie)  |
|            | 1989 - 2006  | Roger Renders (CVP / CD&V) |
|            | 2007 - heden | Luc Wouters (CD&V)         |

#### Legislatuur 2018-2024
Burgemeester is Luc Wouters (CD&V). Hij leidt een coalitie bestaande uit CD&V en N-VA. Ondanks het behalen van de volstrekte meerderheid vormt hij toch samen met de N-VA een meerderheid met 15 op 23 zetels.

#### Legislatuur 2024-2030
Burgemeester bleef Luc Wouters (CD&V). Hij leidt een coalitie bestaande uit CD&V en N-VA, die samen een meerderheid van 15 op 25 zetels hadden behaald.

#### Resultaten gemeenteraadsverkiezingen sinds 1976
| Partij of kartel     | Partij of kartel                                              | 10-10-1976 | 10-10-1976 | 10-10-1982 | 10-10-1982 | 9-10-1988 | 9-10-1988 | 9-10-1994 | 9-10-1994 | 8-10-2000 | 8-10-2000 | 8-10-2006 | 8-10-2006 | 14-10-2012 | 14-10-2012 | 14-10-2018 | 14-10-2018 | 13-10-2024 | 13-10-2024 |
| Stemmen / Zetels     | Stemmen / Zetels                                              | %          | 21         | %          | 21         | %         | 21        | %         | 21        | %         | 23        | %         | 23        | %          | 23         | %          | 23         | %          | 25         |
| -------------------- | ------------------------------------------------------------- | ---------- | ---------- | ---------- | ---------- | --------- | --------- | --------- | --------- | --------- | --------- | --------- | --------- | ---------- | ---------- | ---------- | ---------- | ---------- | ---------- |
|                      | CVP1/ CD&V2                                                   | 46,61      | 11         | 43,021     | 10         | 36,411    | 8         | 43,141    | 10        | 44,181    | 11        | 36,802    | 10        | 44,222     | 11         | 43,72      | 12         | 47,22      | 12         |
|                      | SP1/ sp.a2/ sp.a-GroenA/ sp.a Plus3/ Vooruit4 / Team 3560C    | 12,021     | 2          | 22,911     | 5          | 26,271    | 6         | 28,331    | 6         | 27,861    | 7         | 25,782    | 6         | 22,93A     | 5          | 18,63      | 4          | 37,6C      | 10         |
|                      | sp.a-Groen A / Groen1 / Team 3560C                            | -          |            | -          |            | -         |           | -         |           | -         |           | -         |           | 22,93A     | 5          | 14,81      | 3          | 37,6C      | 10         |
|                      | PVV1/ VLD2/ VLD-VIVANT3/ LL-N-VA-VLDB/ Open Vld4 / Team 3560C | 28,831     | 6          | 17,711     | 3          | 17,671    | 3         | 152       | 3         | 16,712    | 3         | 9,813     | 2         | 30,65B     | 7          | 7,44       | 1          | 37,6C      | 10         |
|                      | VU-DC1/ VU2/ RUIM3/ VU&ID4/ LL5/ LL-N-VA-VLDB/ N-VA6          | 12,551     | 2          | 16,361     | 3          | 19,652    | 4         | 13,533    | 2         | 11,244    | 2         | 18,005    | 4         | 30,65B     | 7          | 15,56      | 3          | 15,16      | 3          |
|                      | Vlaams Belang                                                 | -          |            | -          |            | -         |           | -         |           | -         |           | 9,61      | 1         | -          |            | -          |            |            |            |
|                      | Correct!                                                      | -          |            | -          |            | -         |           | -         |           | -         |           | -         |           | 2,21       | 0          | -          |            | -          |            |
| Totaal stemmen       | Totaal stemmen                                                | 7424       | 7424       | 8512       | 8512       | 9185      | 9185      | 9639      | 9639      | 10166     | 10166     | 10237     | 10237     | 10245      | 10245      | 11138      | 11138      | 7623       | 7623       |
| Opkomst %            | Opkomst %                                                     |            |            |            |            | 98,05     | 98,05     | 96,24     | 96,24     | 96,12     | 96,12     | 96,66     | 96,66     | 94,59      | 94,59      | 94,7       | 94,7       | 63,3       | 63,3       |
| Blanco en ongeldig % | Blanco en ongeldig %                                          | 2,87       | 2,87       | 3,61       | 3,61       | 4,17      | 4,17      | 5,16      | 5,16      | 4,72      | 4,72      | 3,73      | 3,73      | 5,53       | 5,53       | 5,2        | 5,2        | 1,8        | 1,8        |

De zetels van de gevormde coalitie staan vetjes afgedrukt. De grootste partij is in kleur.

## Bezienswaardigheden

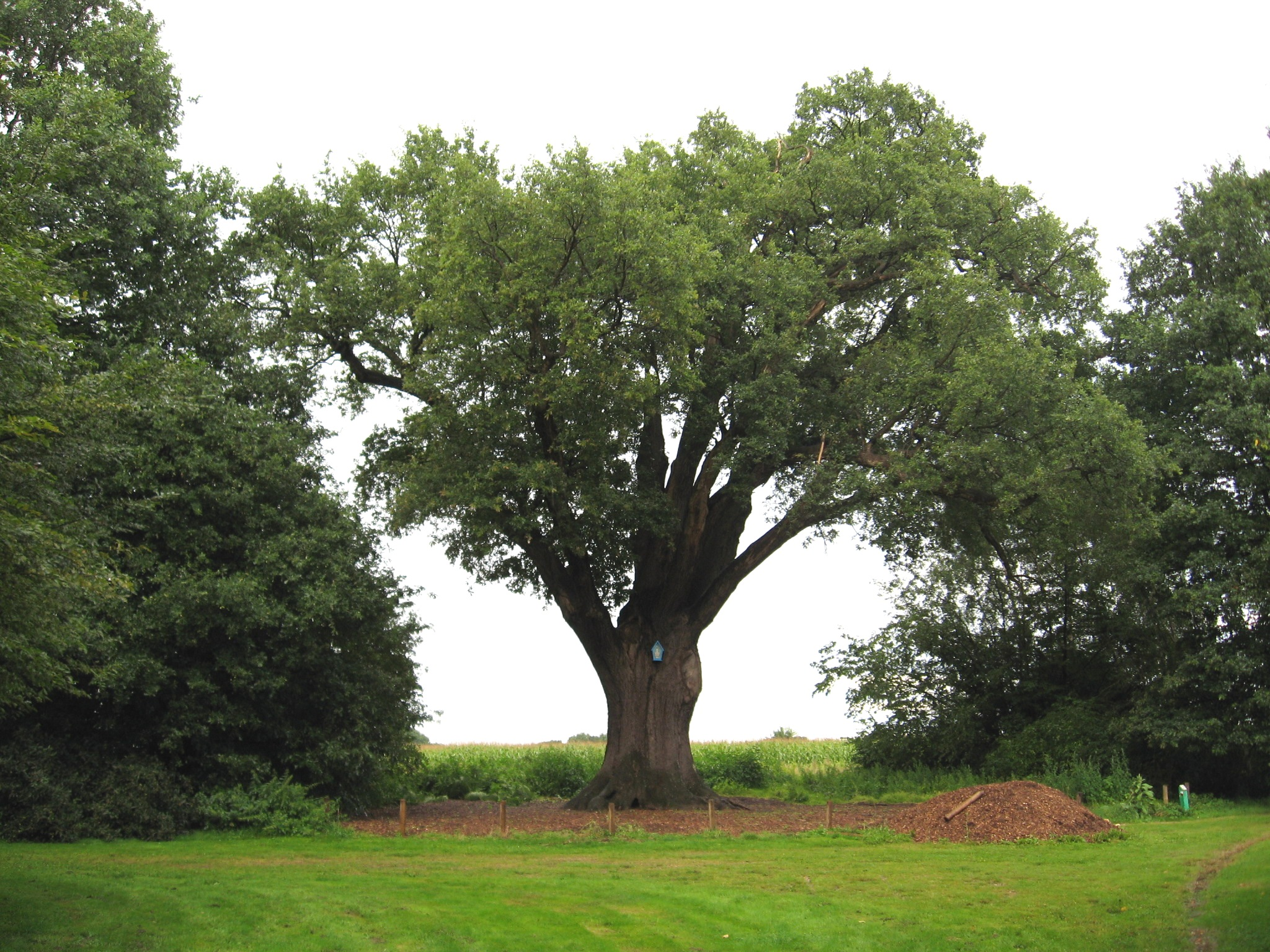
De Duizendjarige Eik

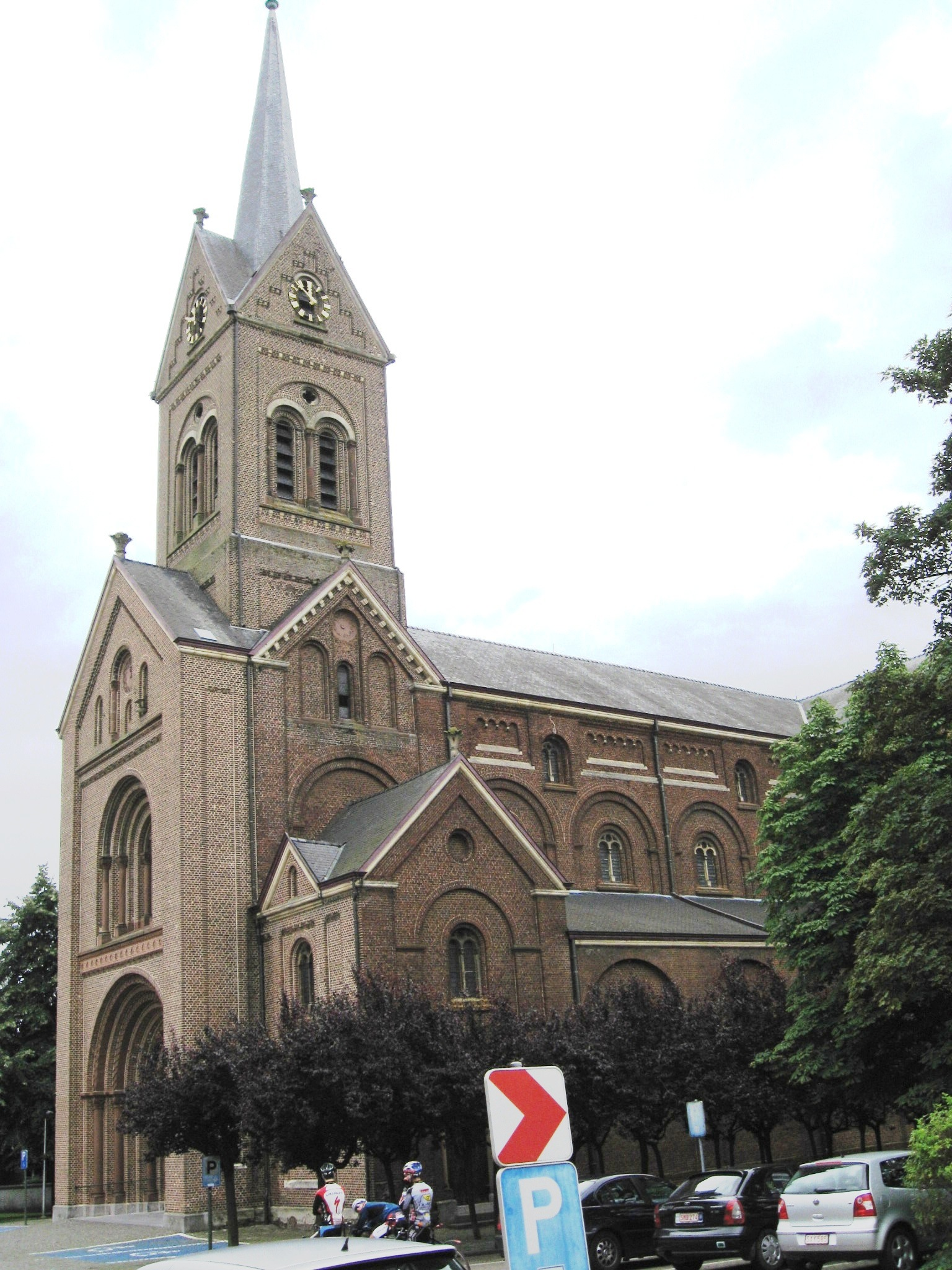
De Onze-Lieve-Vrouw Hemelvaartkerk

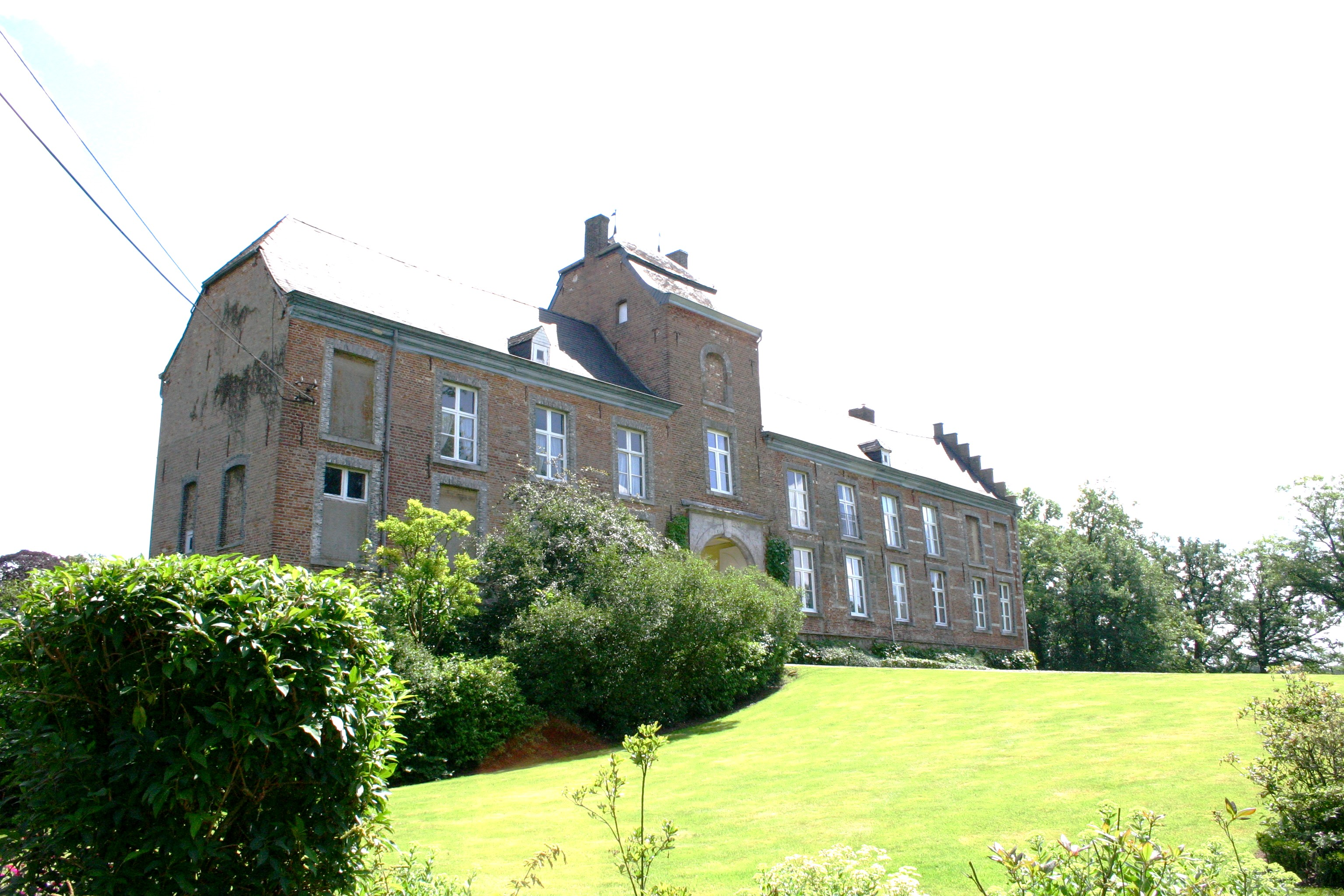
Kasteel De Burg

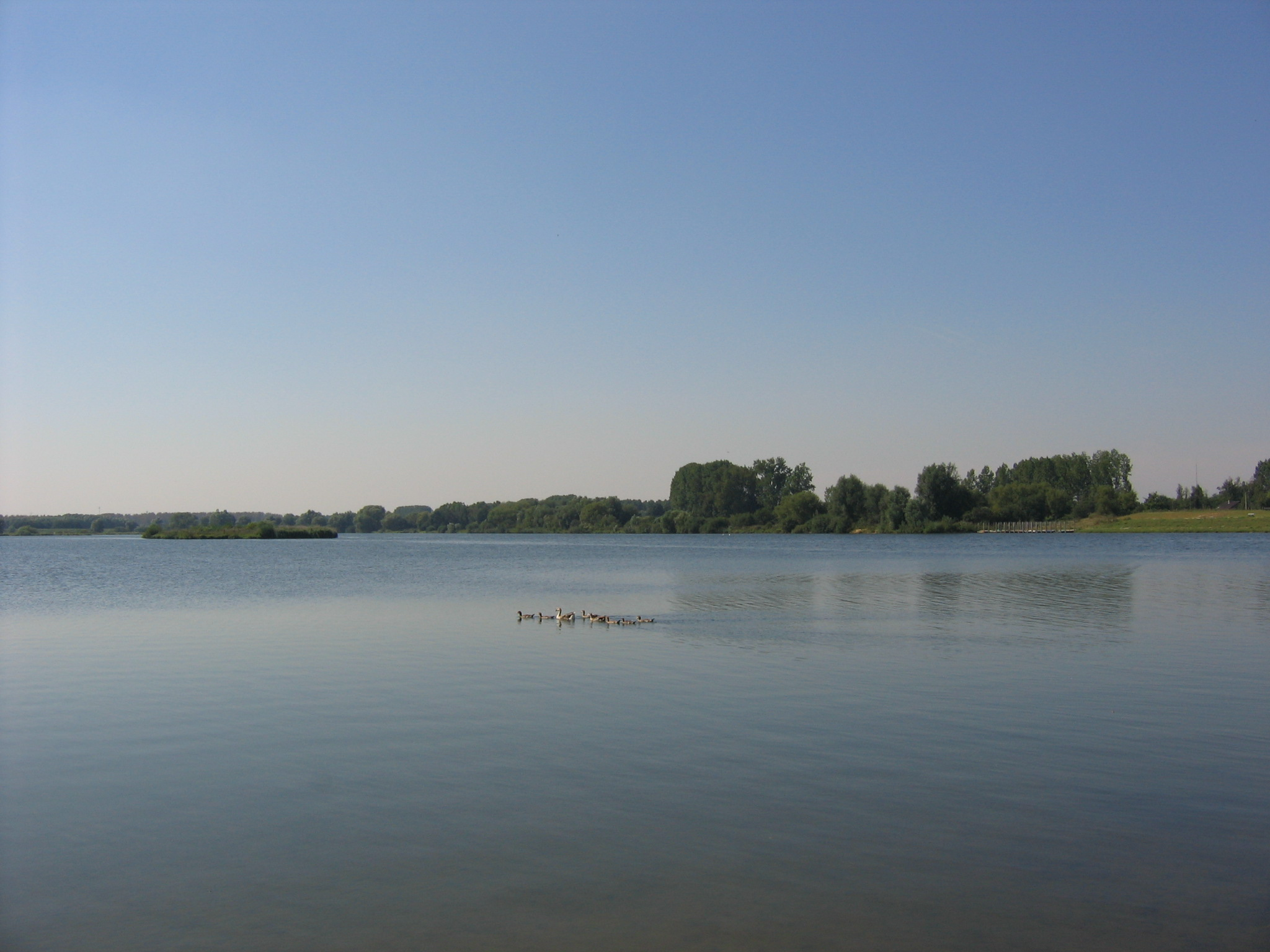
Het Schulensmeer

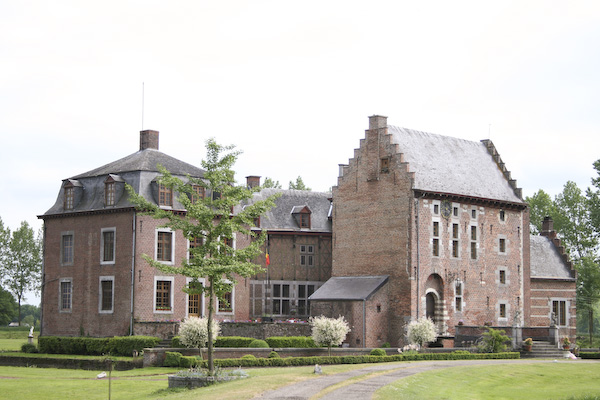
Kasteel van Loye

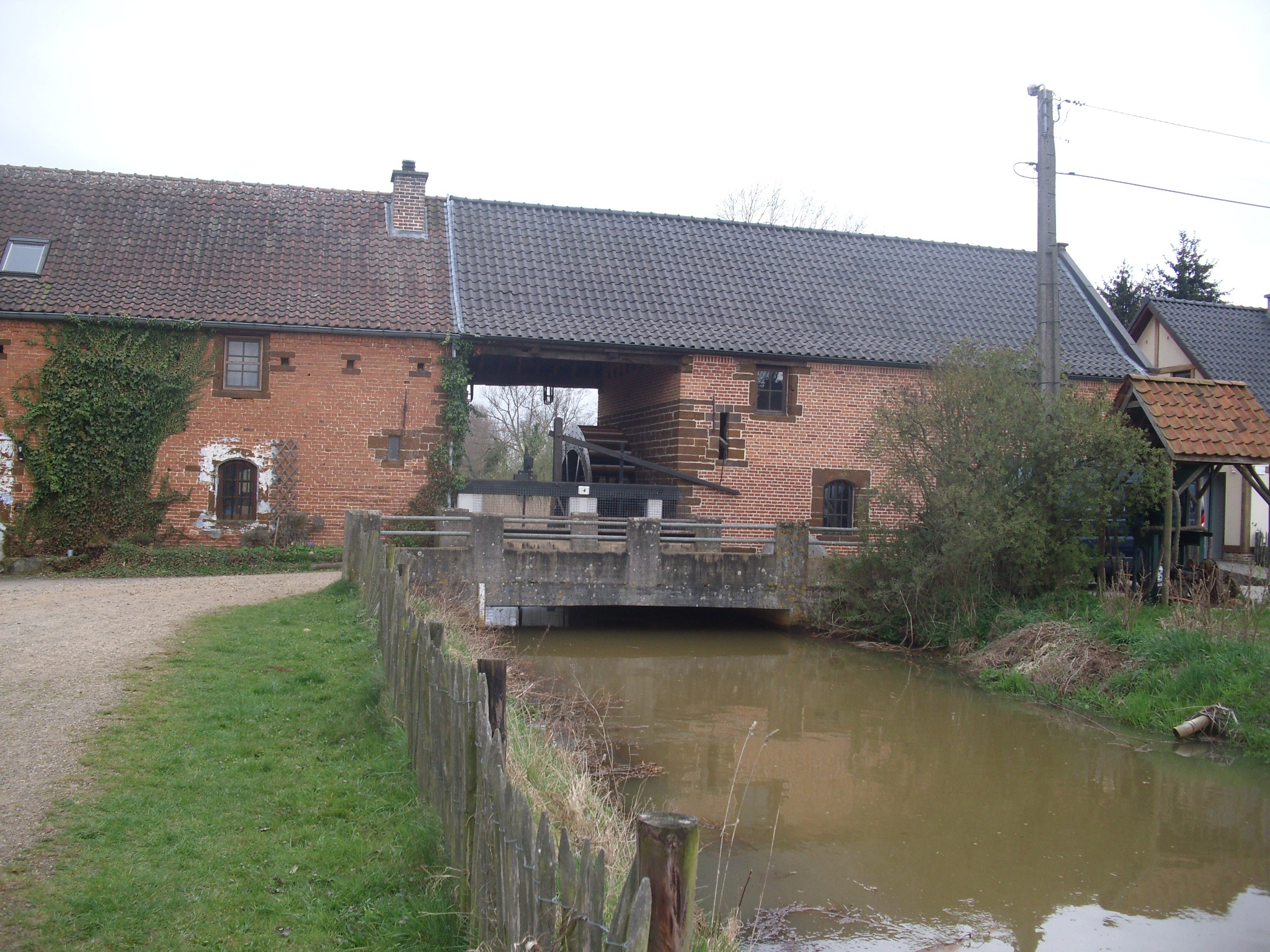
Kleine watermolen op de Mangelbeek

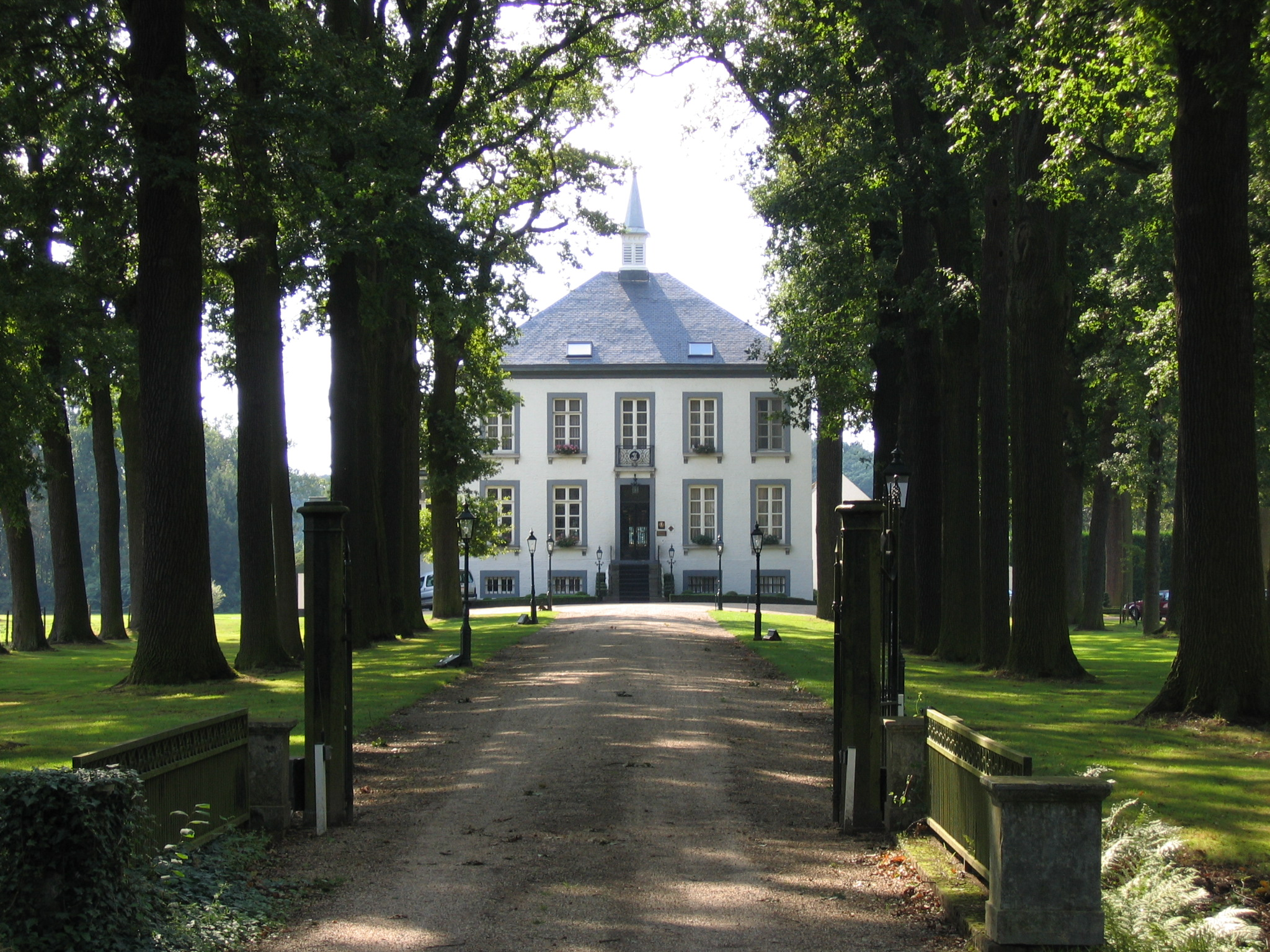
Kasteel Lagendal

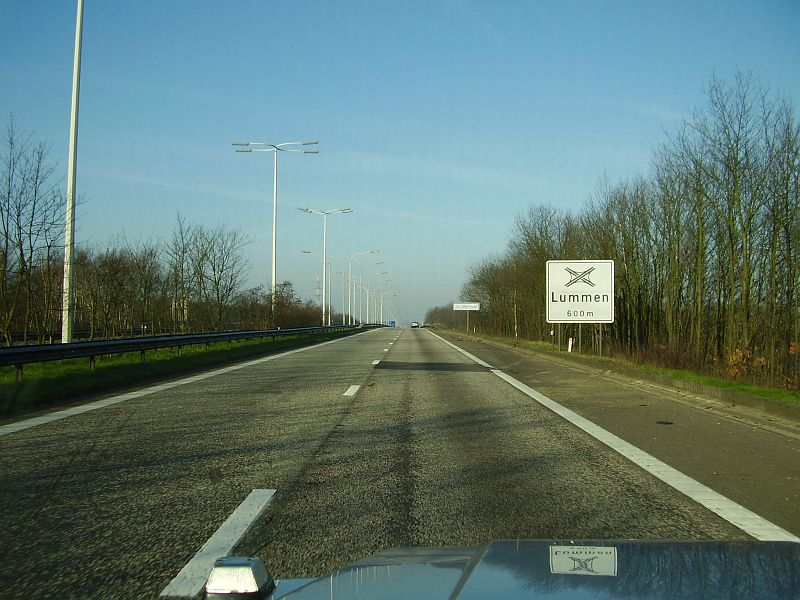
Knooppunt Lummen

- De Duizendjarige Eik (stamomtrek: 640 cm; hoogte: 17m; leeftijd: circa 700 jaar oud) staat in het gehucht "Mellaer".
- Het Pakhuis en de lijnzaadmolen aan de Demer, op de grens met Schulen
- Het Schulensmeer ligt op het grondgebied van Herk-de-Stad, Halen en Lummen. Het Schulensmeer is een groot kunstmatig meer en zelfs het grootste binnenmeer van Vlaanderen. Het natuurgebied is een broedplaats voor veel watervogels. Er wordt aan kajak, windsurfen en zeilen gedaan.
- Grafkapel Van Willigen-Glavany.
- Gemeentehuis: Het gemeentehuis op het Gemeenteplein is opgetrokken in neorenaissancestijl. Het werd voltooid in 1899. In 1992 werd het gerenoveerd en met een nieuwbouw voorziene gemeentehuis in gebruik genomen. In 2013 startten de verbouwingen met aangrenzend een nieuw administratief centrum.
- Kapel van de Beukeboom: kluis en kapel gelegen op de top van de Willekensberg
- Kasteel De Burg: eind-15e-eeuws kasteel dat nu door de "Briers de Lumey" familie wordt bewoond.
- Kasteel Het Hamel: 18e-eeuws kasteel met boerderij. In de Tweede Wereldoorlog is het kasteel vernield en later afgebroken. De stallen en boerderij werden door de Moffarts herbouwd tot woning.
- Kasteel Lagendal (Saint-Paul): hier was tot 2005 een bekend sterrenrestaurant gehuisvest.
- Kasteel van Loye: 15e-eeuws kasteel in privébezit.
- Kiosk op het Gemeenteplein.
- Onze-Lieve-Vrouw Hemelvaartkerk: Kerk in neoromaanse stijl gelegen in de Kerkstraat.
- Vallei van de Zwarte Beek: natuurgebied en biotoop voor weidevogels.
- Wandelgebied Venusberg.

## Natuur en landschap
Lummen is gelegen op het Kempens laagplateau. Er zijn enkele getuigenheuvels, zoals de Willekensberg met aansluitend het Lummens Broek, en de Venusberg (61 meter).
Lummen kent diverse boscomplexen, waaronder domeinbossen van kastelen, zoals het Kasteel van Loye. Daarnaast zijn er tal van vijvers. Ten zuiden van Lummen stromen de Laambeek, de Mangelbeek en de Demer, en ten noorden van Lummen stroomt de Zwarte Beek, waarlangs zich het natuurgebied Vallei van de Zwarte Beek bevindt.
Ten oosten van Lummen loopt het Albertkanaal in noordwestelijke richting. Vrijwel parallel daaraan loopt de Europese weg 313, die weer wordt gekruist door de Europese weg 314. Bij deze kruising bevindt zich een grootschalig bedrijventerrein.

## Cultuur

### Wapenschild
Na de fusie met Meldert en Linkhout in 1977, opteerde de gemeente voor het wapen dat in 1907 werd toegekend aan Lummen, met evenwel een wijziging in het derde kwartier.
In het eerste en vierde kwartier van het gemeentewapen prijkt het oude wapen van de familie Arenberg. Dit werd in 1960 toegekend aan de voormalige gemeente Linkhout, die onder het ancien régime tot de baronie van Lummen behoorde.
Het tweede kwartier vertoont het wapen van het Land van Lummen. Het gaat terug op schepenzegels uit o.m. 1447, 1451 en 1524, waarop het wapen van der Marck prijkt. De baronie van Lummen, die ook Koersel, Linkhout en Schulen omvatte, kwam in 1351 in het bezit van Everhard van der Marck, heer van Arenberg, door zijn huwelijk met Maria van Loon. Hun afstammelingen behielden Lummen tot op het einde van het ancien régime. De laatste feodale heer was August Maria, graaf van der Marck en baron van Lummen, die bij de Franse invasie in 1792 de naam Arenberg aannam.
In het derde kwartier komt het wapen van de voormalige gemeente Meldert aan bod. Dat wapen gaat op zijn beurt terug op 18de-eeuwse schepenzegels met daarop het wapen van de familie Arrazola de Oñate, de laatste feodale heren van Meldert.
Als vlag koos Lummen drie verticale banen van wit, rood en wederom wit. Op de middelste rode baan, dubbel zo breed als de twee buitenste, prijkt het wapen van het Land van Lummen, namelijk het tweede kwartier van het gemeentewapen.

### Evenementen
Lummen had tussen 1978 tot 2000 een eigen festival "Zwemdokrock" dat jaarlijks pronkte met sterke namen op hun affiche zoals Blur, The Ramones, Heather Nova en Dogstar.
Andere jaarlijkse evenementen in Lummen..
●Zomerkriebels 
- Ferm Tenten fuif op de tweede zaterdag van april (Lummen)
- Chirobal Meldert op Hemelvaart (Meldert)
- Boemelparty op 14 augustus (Meldert)
- Poe-Este-Miekes op de laatste zaterdag van september (Linkhout)

## Economie
Door haar ligging aan zowel de E313 als de E314 en het Albertkanaal is Lummen een economische groeipool. Lummen telt vier industriezones: Zolder-Lummen, Lummen-Gestel, Lindekensveld en Genenbos-Kolenhaven. De totale oppervlakte aan bedrijventerreinen bedraagt 147,2 ha. Lummen behoort tot het Economisch Netwerk Albertkanaal. In het kader hiervan werden de regionale bedrijventerreinen van Lummen rechtstreeks met de E313 verbonden en werd ook het klaverblad omgebouwd tot een conflictvrije verkeersturbine. Deze werken werden afgerond in 2013. Het knooppunt is sindsdien veel veiliger.
Met een gemiddeld fiscaal inkomen van 14.189 euro (aanslagjaar 2006 - inkomsten over het jaar 2005) is Lummen de zevende rijkste gemeente van Limburg.

## Mobiliteit
Lengte van het (verharde) wegennet, 2005: 305,5 kilometer.
De oude brug over het Albertkanaal werd te laag voor vierlaags containervervoer over het kanaal en werd in juni 2020 verwijderd. Na het bouwen van nieuwe brugpijlers kon 15 november 2020 een nieuwe stalen boogbrug van 123 meter lang, 18 meter breed en vanaf het wegdek gemeten 23 meter hoog worden geplaatst. Totale kosten zo'n 11 miljoen Euro.

## Onderwijs

### Lager Onderwijs
- Buitengewoon Lager Onderwijs Sint-Ferdinand (Lummen-centrum)
- Gemeentelijke Basisschool De Zonnebloem (Geneiken)
- Daltonschool Kleuter- en Lagere School De Talentuin (Lummen-centrum)
- Vrije Kleuter- en Lagere School De Wegwijzer (Lummen-centrum)
- Freinetschool Kleuter- en Basisonderwijs De Wondere Wereld (Lummen-centrum)
- Vrije Kleuter- en Basisschool 't Klinkertje (Linkhout)
- Vrije Kleuter- en Basisschool Domino (Genenbos)
- Vrije Kleuter- en Basisschool Domino (Meldert)

### Secundair Onderwijs
- Middenschool Spectrumcollege Lummen (1ste graad)
- Instituut Onbevlekt Hart van Maria (2de en 3de graad: ASO, TSO, BSO)

Beide scholen maken deel uit van de Scholengemeenschap Spectrumcollege.
- Buitengewoon Secundair Beroepsonderwijs, verbonden aan het MPI Sint-Ferdinand.

## Bekende Lummenaren
- Willem II van der Marck Lumey: veroveraar, edelman (1542-1578)
- Henry Briers de Lumey (Georges Virrès): schrijver, burgemeester (1869-1946)
- René Carmans: voetballer (1945-2020)
- Rik Clerckx: atleet lange afstand, veldlopen (1936-1985)
- Annemie Coenen (AnnaGrace): zangeres, producer en songwriter
- Eric Clerckx: acteur (speelt o.a. "De Witte van Sichem")
- Stefan Everts: motorcrosser, tienvoudig wereldkampioen
- Kristien Maes: presentatrice VRT
- Nele Van Rompaey: actrice
- Eric Vanderaerden: wielrenner
- Marc Wauters: wielrenner
- Luc Wouters: burgemeester van Lummen en (inter)nationaal scheidsrechter in het voetbal
- Hilde Quintens: tweevoudig nationaal kampioen cyclocross bij de elite
- Robbe Ghys: Baan- en wegwielrenner. Gouden medaille op EK 2018, Bronzen medaille op WK 2019.
- DIKKE: Belgische rapper met Imazighen-Marokkaanse afkomst. Album "130 kilo" bovenaan de hitlijsten.
- Luc Van Gorp: voorzitter CM